# Tingsjön, Västergötland
Tingsjön är en sjö i Karlsborgs kommun i Västergötland och ingår i Motala ströms huvudavrinningsområde. Sjön är 4,1 meter djup, har en yta på 0,0886 kvadratkilometer och befinner sig 116 meter över havet. Vid provfiske har bland annat abborre, braxen, gädda och mört fångats i sjön.

## Delavrinningsområde
Tingsjön ingår i det delavrinningsområde (650628-141874) som SMHI kallar för Mynnar i Viken. Medelhöjden är 131 m ö.h. och ytan är 24,02 kvadratkilometer. Räknas de 3 delavrinningsområdena uppströms in blir den ackumulerade arean 48,72 kvadratkilometer. Lummån som avvattnar avrinningsområdet har biflödesordning 3, vilket innebär att vattnet flödar genom totalt 3 vattendrag innan det når havet efter 165 kilometer. Delavrinningsområdet består mestadels av skog (63 %), öppen mark (10 %) och jordbruk (17 %). Avrinningsområdet har 0,33 kvadratkilometer vattenytor vilket ger avrinningsområdet en sjöprocent på 1,4 %. Bebyggelsen i området täcker en yta av 0,77 kvadratkilometer eller 3 % av avrinningsområdet.

## Fisk
Vid provfiske har följande fisk fångats i sjön:
- Abborre
- Braxen
- Gädda
- Mört
- Sarv
- Sutare